# ヴァッサーブルク総統大本営

総統大本営の設置された箇所を示す地図。

ヴァッサーブルク総統大本営（ヴァッサーブルクそうとうだいほんえい、ドイツ語: Führerhauptquartier Wasserburg）は、アドルフ・ヒトラーが前線付近に設置した総統大本営の一つ。ソビエト連邦・プスコフ（ドイツ語名プレスコウ）から北西4km地点のヴェリーカヤ川の湾曲部に位置した。建設はトート機関による。
1942年11月1日に建設開始。施設の中心は古城のような大邸宅だった。完成後は北方軍集団司令部として短期間使用されたが、ヒトラーが使うことはなかった。